# An Lộc, Bình Long
An Lộc là một phường thuộc thị xã Bình Long, tỉnh Bình Phước, Việt Nam.

## Địa lý
Phường An Lộc nằm ở trung tâm thị xã Bình Long, có vị trí địa lý:
- Phía đông giáp phường Phú Thịnh và phường Phú Đức
- Phía tây huyện Hớn Quản
- Phía nam giáp phường Hưng Chiến
- Phía bắc giáp xã Thanh Phú.

Phường có diện tích 10,30 km², dân số năm 2009 là 8.599 người, mật độ dân số đạt 835 người/km².

## Hành chính
Phường An Lộc được chia thành 8 khu phố: An Bình, Bình An, Bình Tân, Phú An, Phú Bình, Phú Cường, Phú Sơn, Phú Trung và ấp Sóc Du.

## Lịch sử
Trước đây, An Lộc là một xã thuộc huyện Bình Long cũ.
Ngày 1 tháng 8 năm 1994, xã An Lộc được chuyển thành thị trấn An Lộc, thị trấn huyện lỵ huyện Bình Long.
Ngày 26 tháng 12 năm 1997, Chính phủ ban hành Nghị định 119/1997/NĐ-CP. Theo đó:
- Thành lập xã An Phú trên cơ sở 5.016 ha diện tích tự nhiên và 503 người của xã Thanh Lương; 2.230 ha diện tích tự nhiên và 5.964 người của thị trấn An Lộc
- Thành lập xã Thanh Phú trên cơ sở 1.689 ha diện tích tự nhiên và 6.043 người của xã Thanh Lương, 1.272 ha diện tích tự nhiên và 4.371 người của thị trấn An Lộc.

Sau khi điều chỉnh địa giới hành chính, thị trấn An Lộc còn lại 1.109 ha diện tích tự nhiên và 15.610 người.
Ngày 11 tháng 8 năm 2009, Chính phủ ban hành Nghị quyết số 35/NQ-CP. Theo đó:
- Tách thị trấn An Lộc; 2 xã: Thanh Phú, Thanh Lương và một phần diện tích, dân số của các xã An Phú, Thanh Bình thuộc huyện Bình Long để thành lập thị xã Bình Long
- Thành lập phường An Lộc trên cơ sở 167,82 ha diện tích tự nhiên và 5.100 người của thị trấn An Lộc; 862,22 ha diện tích tự nhiên và 3.499 người của xã An Phú
- Thành lập phường Hưng Chiến trên cơ sở 113,61 ha diện tích tự nhiên và 4.320 người của thị trấn An Lộc; 606,18 ha diện tích tự nhiên và 3.573 người của xã An Phú; 1.601,32 ha diện tích tự nhiên và 5.222 người của xã Thanh Bình
- Thành lập phường Phú Thịnh trên cơ sở 393,61 ha diện tích tự nhiên và 6.320 người của thị trấn An Lộc
- Thành lập phường Phú Đức trên cơ sở 403,62 ha diện tích tự nhiên và 4.584 người còn lại của thị trấn An Lộc.

Sau khi thành lập, phường An Lộc có 1.030,04 ha diện tích tự nhiên và 8.599 người.
Ngày 12 tháng 7 năm 2022, HĐND tỉnh Bình Phước ban hành Nghị quyết số 17/NQ-HĐND về việc sáp nhập khu khố Phú Tân vào ấp Sóc Du.